# Bundesstraße 407
Pour les articles homonymes, voir Route 407.
La Bundesstraße 407 est une Bundesstraße des Länder de Rhénanie-Palatinat et de Sarre.

## Géographie
La B 407 relie la frontière entre l'Allemagne et le Luxembourg à Perl (jonction avec la B 419) par Trassem, Sarrebourg, Zerf jusqu'à Hermeskeil. Cet itinéraire était autrefois la section ouest de la B 327. Cependant, cette section est reconvertie en B 407, car lors de la construction d'une nouvelle autoroute entre Hermeskeil et Sarrebruck, elle est temporairement nommée B 327 afin de déplacer le trafic de transit. Après une expansion, cette nouvelle ligne est mise à niveau pour l'A 1 d'aujourd'hui.
De la Moselanstieg à Perl jusqu'à la Potsdamer Platz entre Borg et Münzingen (environ 8 km au total), la B 407 fait partie de l'Eichenlaubstraße, entre Sarrebourg et Hermeskeil elle fait également partie de la Hunsrückhöhenstraße, qui se poursuit par la B 327 à Hermeskeil. Entre Zerf et Hermeskeil, la B 407 traverse presque en grande partie la Schwarzwälder Hochwald.

## Source
- (de) Cet article est partiellement ou en totalité issu de l’article de Wikipédia en allemand intitulé « Bundesstraße 407 » (voir la liste des auteurs).

1. ↑  (de) Möge die Straße… : Pilgerlauf von Kiel nach Schengen, Books on Demand, 2015, 364 p. (ISBN 9783738676495, lire en ligne)